# Prochiloneurus cabrerai
Prochiloneurus cabrerai är en stekelart som beskrevs av Mercet 1919. Prochiloneurus cabrerai ingår i släktet Prochiloneurus och familjen sköldlussteklar. Inga underarter finns listade i Catalogue of Life.